# Смольная
Смольная (укр. Смільна) — село в Сходницкой поселковой общине Дрогобычского района Львовской области Украины.
Население по переписи 2001 года составляло 375 человек. Занимает площадь 32,5 км². Почтовый индекс — 82190. Телефонный код — 3244.

## Известные уроженцы
- Яновский, Амвросий Васильевич (1810—1884) — западноукраинский общественно-политический деятель.